# Vrijmarkt

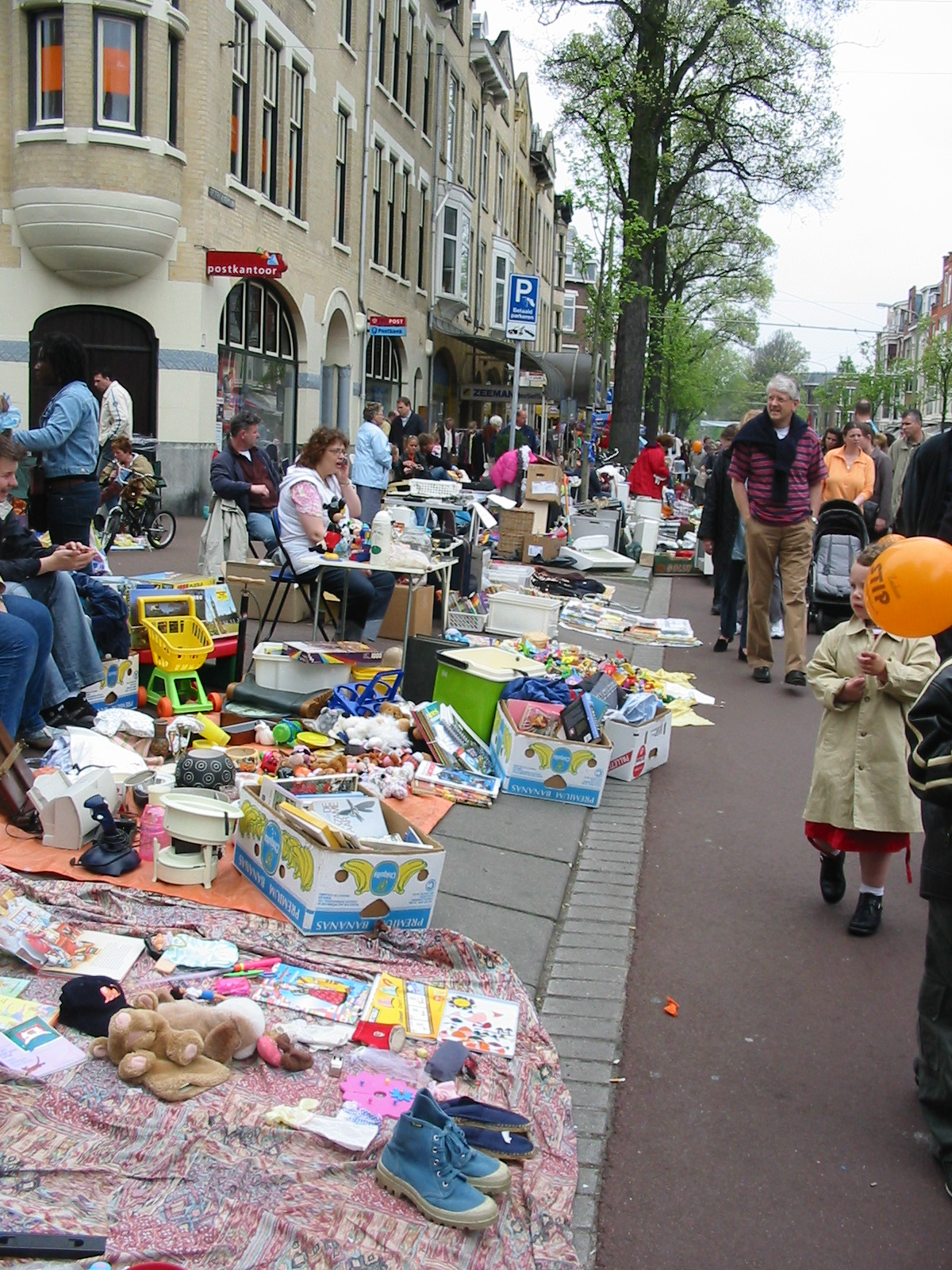
Vrijmarkt in Den Haag, Koninginnedag, 30 april 2005

Een vrijmarkt is een markt waarop particulieren gratis en zonder vergunning goederen op straat mogen verkopen, met enkele beperkingen, die per gemeente kunnen verschillen. In Nederland wordt in veel steden traditioneel een grote vrijmarkt gehouden op Koningsdag, plaatselijk ook wel kindervrijmarkt genoemd.
Op die dagen verkopen volwassenen bijvoorbeeld huisraad die niet meer nodig is, of andere overbodige spullen. Kinderen verkopen hun oude speelgoed. Kopen en verkopen doet men vooral voor het plezier en omdat weggooien "zonde" gevonden wordt. Dingen die op zo'n dag niet van eigenaar veranderen, belanden na afloop soms in al gereedstaande afvalcontainers.
In 2020 en 2021 werden er geen vrijmarkten gehouden vanwege de coronapandemie die in 2020 uitbrak. In plaats daarvan werden deze jaren op de site van Marktplaats.nl digitale vrijmarkten gehouden waarvan de opbrengst naar de stichting KiKa ging. Deze digitale vrijmarkten werden geopend door Koningin Máxima en haar dochters.

## Vrijmarkten op Koningsdag

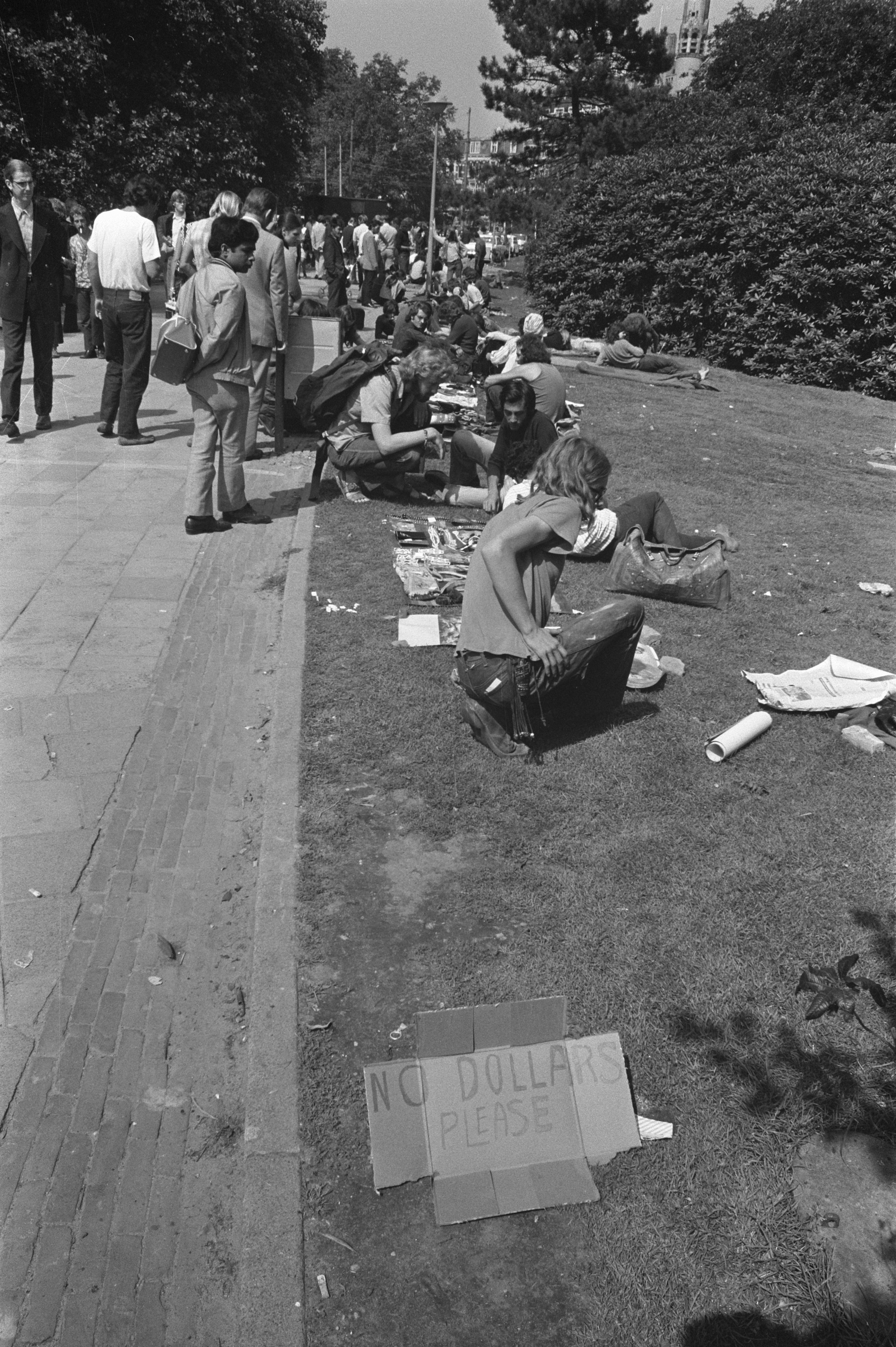
Vrijmarkt 1971, bij het Leidsebosje: No dollars please.
Uit een reportage van Bert Verhoeff.

Vrijmarkten wonnen in de jaren zestig aan populariteit in Nederland, maar het was niet gebruikelijk om ze op centrale plaatsen te houden. In 1971 kwam daar verandering in door een initiatief van het Amsterdamse Oranjecomité. Sinds de roerige huwelijksdag van prinses Beatrix en Claus van Amsberg was de sfeer in Amsterdam tijdens Koninginnedag telkens grimmig, vooral op de Dam. Om daar een eind aan te maken besloot het comité de straat en de openbare ruimte over te nemen met feestelijkheden zoals sloepvaren over de Amstel, een bromfietsrally in de Bijlmer en straatoptredens van drum- en steelbands. De Dam, het Damrak en het Rokin werden autovrij gemaakt en op de Dam was een draaiorgelconcours. En er was dus die vrijmarkt. De alomvattende aanpak was bijzonder doeltreffend: de paar opstootjes waren beheersbaar en er werden slechts veertien mensen aangehouden. De Mobiele Eenheid hoefde niet in actie te komen en bracht de dag door met voetballen. Tubantia schreef het succes vooral toe aan de politie, die de kunst beheerste de massa op een onnadrukkelijke manier in beweging te houden.
Vier jaar later werd de Amsterdamse vrijmarkt al een traditie genoemd en andere plaatsen volgden.